# Będów
Będów – wieś w Polsce położona w województwie lubuskim, w powiecie zielonogórskim, w gminie Czerwieńsk.
W latach 1975–1998 miejscowość administracyjnie należała do województwa zielonogórskiego.

## Zabytki
Do wojewódzkiego rejestru zabytków wpisane są:
- kościół ewangelicki, obecnie rzymskokatolicki filialny pod wezwaniem Świętej Trójcy, neogotycki z 1882 roku, murowany, jednonawowy z absydą, zakrystią przy absydzie i wieżą od zachodu[5]
  - cmentarz przykościelny.